# 瀬戸内海浜バス
南部交通株式会社（なんぶこうつう）は、鹿児島県大島郡瀬戸内町に本社を置くバス事業者で、瀬戸内町内で路線バスを運行している。マイクロバスの他、乗客の少ない路線ではバンを使って運用されている。

## 路線
奄美交通の路線廃止を受けて、瀬戸内町役場のある古仁屋の海の駅を拠点に、瀬戸内町の奄美大島内だけで路線バスを運行している。現在は以下の5路線が運行されている。譲り受けた当時は合資会社瀬戸内タクシーのバス部門としていたがその後合資会社瀬戸内海浜バスとして分社、さらにその後株式会社への改組と同時に南部交通と社名を改めている。
1. 古仁屋 - 篠川 - 新村・西古見
2. 高丘住宅（古仁屋）- 清水 - 運動公園（運動公園はデマンド運行）
3. 古仁屋 - 節子 - 嘉徳（嘉徳はデマンド運行）
4. 古仁屋 - 蘇刈 - ヤドリ浜（ヤドリ浜はデマンド運行）
5. 古仁屋 - 蘇刈 - 伊須